# Карло Контарини
Карло Контарини (на италиански: Carlo Contarini) е 100–ния венециански дож от 1655 до смъртта си през 1656 г.

## Произход
Карло Контарини е единственият син на Андреа Контарини и Елизабета Морозини. Баща му умира само десет дни след раждането му и Карло остава наследник на голямо богатство, както и на името Контарини, толкова известно в историята на Република Венеция.
Има дълга и блестяща кариера като политик, но в годините непосредствено преди избирането му за дож, вече почти изцяло се е оттеглил от обществения живот. След смъртта на дожа Франческо да Молин на 27 февруари 1655 г., Сенатът се събира през март същата година, за да избере неговия наследник, но различните фракции не успяват да се споразумеят за подходящ кандидат. В крайна сметка те се спират на Карло Контарини като компромисен вариант, още повече, че той е достатъчно възрастен и не се очаква да управлява дълго. Избран е на 27 март 1655 г.
Тринадесетмесечното управление на Контарини не е запомнено със забележителни събития. Като дож той се стреми да помири различните фракции, които разделят Венеция. Продължителната война с Османската империя за владението на остров Крит продължава през цялото му управление.
Може би поради голямото натоварване, на което е подложен, Контарини се разболява в началото на 1656 г. и след поредица от неуспешни медицински процедури умира във Венеция на 1 май 1656 г.

## Семейство
На 20 февруари 1601 г. Карло Контарини се жени за Паолина Лоредан, която му носи зестра от 26 000 дуката и с която има четири синове (двама с името Лоренцо, Джован Батиста и Андреа) и четири дъщери (Сесилия, Лоренца, Комелия и Елизабета).